# Last Concert in Japan
Last Concert in Japan uživo je album britanskog hard rock sastava Deep Purple, kojeg 1977. godine objavljuje diskografska kuća 'Purple Records'.
Ovo je snimka posljednjeg Purpleovog koncerta u Japanu s postavom MK IV i Tommyem Bolinom. Ovaj materijal snimljen je 15. prosinca 1975. u areni 'Budokan' Tokyo, a dijelovi koncerta su također umetnuti na 16mm film, koji su bili uključeni u video snimku Rises Over Japan,a izdana je samo u Japanu 1985. godine. Proširena i obnovljena audio verzija, objavljena je 2001. godine kao dvostruko CD izdanje pod nazivom This Time Around: Live in Tokyo. Izvedbi tog koncerta u 'Budokan' areni, prisustvovalo je rekordnih 14.000 posjetioca.
Čitavi materijal je znatno prerađen kako bi mogao stati na jedan LP, dok je kompletna verzija koncerta objavljena na This Time Around: Live in Tokyo, 2001. godine.
Posjetioci koncerta, mogli su se uvjeriti da je novi član Tommy Bolin veliki ovisnik o drogama, što je za manje od godinu dana tragično rezultiralo njegovom smrću. Bolin je tijekom koncerta izgledao vrlo bolestan, nije imao osjećaja u svojoj lijevoj ruci zbog brojnih uboda injekcija s heroinom. To je bila njihova najgora izvedba do tada (pogotovo Bolinova), a mišljenja obožavatelja su bila podijeljena. Neki su tvrdili da je to u cjelini bio trenutak slabosti za sastav, dok su drugi govorili kako su se neki članovi okrenuli više svojim solo nastupima i karijeri (Jon Lord i Ian Paice).
U originalnom izdanju ovog albuma, pogrešno je navedeno da sadrži skladbu "Woman from Tokyo", dok je uključena samo kratka fraza u solo izvedbi Jona Lorda. Purpleovi obožavatelji bili su zgroženi tim potezom, koji je pripisan diskografskoj kući i njezinom cilju za što boljom prodajom.

## Popis pjesama
1. "Burn" (David Coverdale, Ritchie Blackmore, Jon Lord, Ian Paice) - 7:05
2. "Love Child" (Coverdale, Tommy Bolin) - 4:46
3. "You Keep on Moving" (Coverdale, Glenn Hughes) - 6:16
4. "Wild Dogs" (Bolin, John Tesar) - 6:06
5. "Lady Luck" (Coverdale, Roger Cook) - 3:11
6. "Smoke on the Water" (Ian Gillan, Blackmore, Roger Glover, Lord, Paice) - 6:24
7. "Soldier of Fortune" (Coverdale, Blackmore) - 2:22
8. "Woman from Tokyo" (Lord) - 4:01
9. "Highway Star" (Gillan, Blackmore, Glover, Lord, Paice) - 6:50

## Izvođači
- David Coverdale - Prvi vokal
- Tommy Bolin - Gitara, vokal
- Glenn Hughes - Bas gitara, vokal
- Jon Lord - Klavijature, Orgulje, prateći vokali
- Ian Paice - Bubnjevi, udaraljke

### Production
- Deep Purple - Producent.
- Martin Birch - Producent, projektor.
- Lee Herschberg - Digitalni dizajn.
- Masa Ito - Notiranje.

## Vanjske poveznice
- Discogs.com - Deep Purple - Last Concert in Japan